# Дайв-бомба
Дайв-бомба (англ. dive bomb) — гитарная техника, в которой тремоло-система используется для того, чтобы быстро снизить высоту ноты, тем самым создавая звук, имитирующий свист пикирующей бомбы. Одним из наиболее признанных пионеров этой техники является Джими Хендрикс. Другие известные музыканты, которые широко используют эту технику — это Слэш, Брайан Мэй, Эдди Ван Хален, Кирк Хэмметт, Синистер Гейтс, Ули Йон Рот, К. К. Даунинг, Гленн Типтон, Джо Сатриани, Герман Ли, Даймбэг Даррелл, Пэт О'Брайен, Алекси Лайхо, Мик Марс, Керри Кинг, Уэс Борланд, Тайлер Ребман, Милле Петроцца и многие другие. Некоторые гитаристы, такие как К. К. Даунинг и Даймбэг Даррелл, используют разновидность этого приёма, в которой, в основном, используется флажолет вместо обычной или открытой ноты, создавая звук, близкий к тому, что называют свистящей бомбой во время сбрасывания с самолёта.
Как правило, эту технику лучше выполнять при помощи закрытой тремоло-системы (whammy-бар), такой как Floyd Rose, чтобы быстрые изменения в натяжении струн не влияли на тон струны. Это позволяет гитаристу штриховать ноту и широко варьировать её тон, либо быстро, подталкивая (или вытягивая) рычаг-тремоло, насколько это возможно, или медленно двигая в нужном направлении, в зависимости от того, какого гитарного эффекта музыкант пытается достичь. Это обычно делается в сочетании с флажолетом, чтобы получить более драматический эффект пикирования бомбы.